# Gunnar de Frumerie

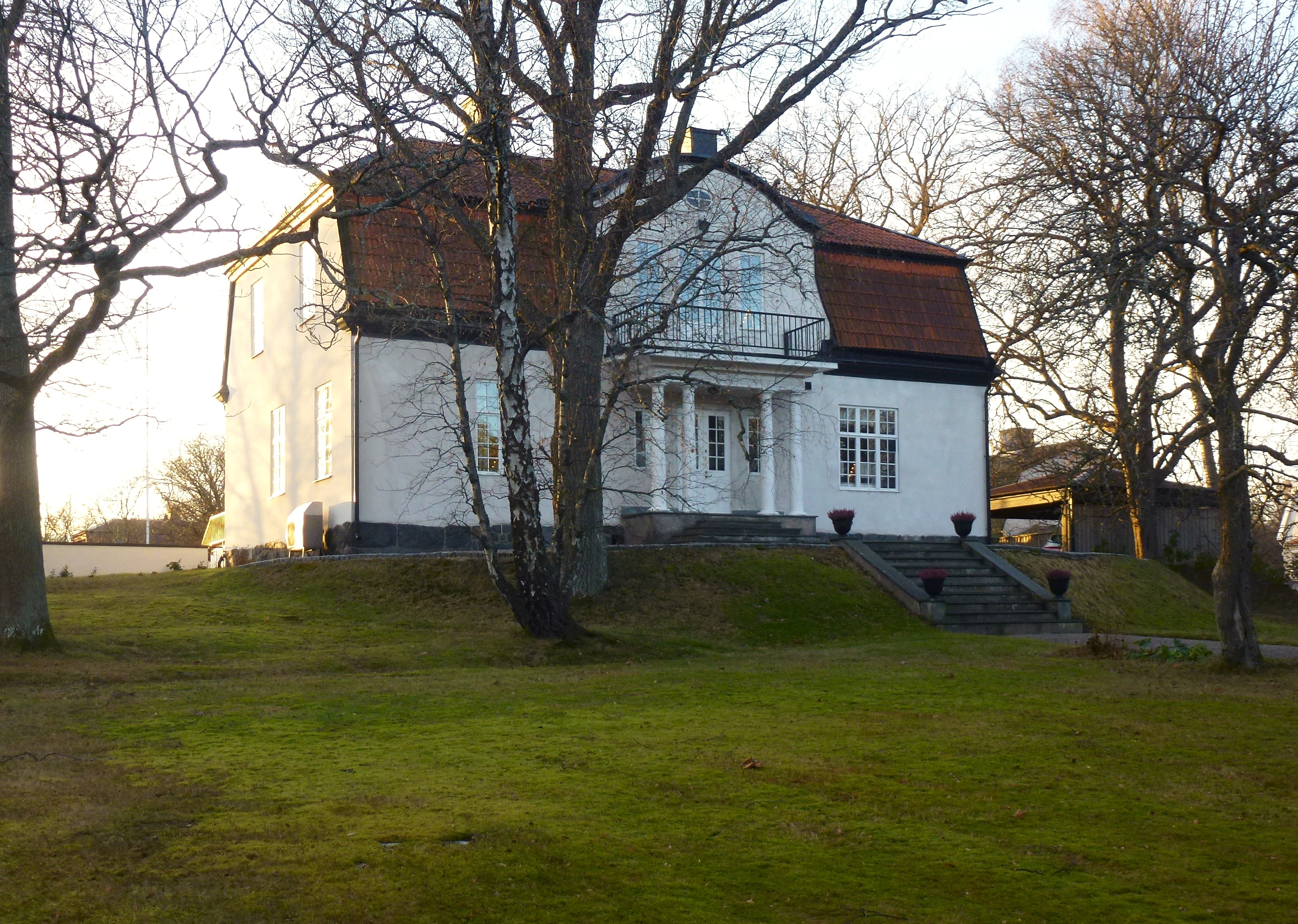
Villan i Storängen där Gunnar de Frumerie växte upp.

Per Gunnar Fredrik de Frumerie, född 20 juli 1908 i Nacka, död 9 september 1987 i Täby, var en svensk tonsättare och pianist.

## Biografi
Gunnar de Frumerie växte upp i Storängen utanför Stockholm. Han studerade 1923–1928 vid Kungliga Musikkonservatoriet i Stockholm för bland andra Lennart Lundberg i piano och Ernst Ellberg i komposition. Han blev 1929 Jenny Lind-stipendiat och kunde bege sig på studieresa i Europa där han studerade i Wien för Emil von Sauer (piano) och Erwin Stein (komposition) samt i Paris för Alfred Cortot (piano) och Leonid Sabanejev (komposition).
Som tonsättare är Gunnar de Frumerie kanske mest känd för sina många romanser. Flera av dessa är tonsättningar av Pär Lagerkvists dikter, till exempel Hjärtats sånger (1942). de Frumerie skrev också bland annat soloverk för piano, kammarmusik och konserter för soloinstrument och orkester. Hans mest kända instrumentala verk är Pastoral svit (1933) för flöjt och piano, som senare kom i en version för flöjt, stråkorkester och harpa. Hans opera Singoalla (1940) bygger på romanen med samma namn av Viktor Rydberg.
Stilistiskt räknas de Frumerie till de svenska nyklassicisterna tillsammans med bland andra Lars-Erik Larsson och Dag Wirén. Det finns dock även starkt romantiska drag i hans musik. Han komponerade ibland i former från barocken, såsom chaconne, gavott och saraband.
de Frumerie var pianopedagog vid Kungliga Musikhögskolan i Stockholm 1945–1974. Han invaldes 1943 som ledamot av Kungliga Musikaliska Akademien, tilldelades 1962 professors namn och erhöll 1978 utmärkelsen Litteris et Artibus.

### Familj
Gunnar de Frumerie var son till arkitekten Gustaf de Frumerie och pianisten Maria, född Helleday. Hans syster Carin (1911–1974) var cellist. Hon gifte sig första gången med Sten Luthander och framträdde därefter under namnet Carin de Frumerie-Luthander. Hon tog senare sin andre makes efternamn Bellander. En dotter till henne är pianisten och pianopedagogen Eva Luthander (född 1944). Gunnar de Frumeries bror, civilingenjören Nils de Frumerie (1912–1998), var far till oboisten Göran de Frumerie (född 1936), vars dotter Emma de Frumerie (född 1978) är violinist. Skådespelerskan Karin de Frumerie (född 1978) är en dotterdotter till Nils de Frumerie.
Gunnar de Frumerie gifte sig 1949 med pianisten Judith de Frumerie, född Malmquist (1910–1999), som också undervisade vid Kungliga Musikhögskolan. De hade inga barn. Parets grav finns på Täby norra kyrkogård.

## Priser och utmärkelser
- 1929 – Jenny Lind-stipendiet
- 1943 – Ledamot nr 642 av Kungliga Musikaliska Akademien
- 1951 – Musikföreningens i Stockholm stipendium
- 1962 – Professors namn
- 1976 – Atterbergpriset
- 1978 – Litteris et Artibus
- 1985 – Stora Christ Johnson-priset

## Verk (urval)

### Solopiano
- Chaconne op 8, 1932
- Circulus quintus : 24 pianostycken op 62, 1965
- Dedikationer : 12 pianostycken op 80, 1982
- Fyra etyder op 28, 1943/1944/1953
- Passacaglia op 59, 1964
- Sonat nr 1 op 64, 1968
- Sonat nr 2 op 65, 1968
- Sonatin nr 1 och 2 op 43, 1950
- Svit nr 1 op 5a, 1930
- Svit nr 2 op 20, 1936
- Svit nr 3 op 40, 1948

### Kammarmusik
- Pastoral svit för flöjt och piano op 13a, 1933 (se även Pastoral svit för flöjt, stråkorkester och harpa)
- Sonat nr 1 för violin och piano op 15, 1934/1962
- Sonat nr 2 för violin och piano op 30, 1944
- Sonat nr 2 för cello och piano op 42, 1949 (se även Konsert för cello och orkester)
- Pianotrio nr 1 op 7, 1932/1975
- Pianotrio nr 2 op 45, 1952
- Pianokvartett nr 1 op 23, 1941
- Pianokvartett nr 2 op 57, 1963/1966
- Svit för blåskvintett op 71, 1973
- Musica per nove för oboe, klarinett, fagott, trumpet, piano, violin, viola, cello och kontrabas op 75, 1976

### Solosång med piano
- Det kom ett brev op 24 nr 2, 1941. Text av Pär Lagerkvist. Även för sång och orkester. Tillägnad Hjördis Schymberg.
- Hjärtats sånger op 27, 1942. Texter av Lagerkvist. De första tre även för sång och orkester
  - När du sluter mina ögon
  - Det blir vackert där du går
  - Saliga väntan
  - Ur djupet av min själ
  - Du är min Afrodite
  - Som en våg
- Ute i skären op 29 nr 1, 1943. Text av Ebba Lindqvist
- Evighetsland op 33a, 1942–46. Texter av Lagerkvist
  - En gång blir allting stilla
- Aftonland I op 48, 1954. Texter av Lagerkvist
- Aftonland II op 58b, 1964. Dito
- Aftonland III op 58c, 1964. Dito

### Kör a cappella
- Herren är min herde, 1954. Text ur Psaltaren

### Kör och orkester
- Fader vår op 36, 1946. Text ur Lukasevangeliet
- Åtta psalmer ur Psaltaren op 47

### Soloinstrument och orkester
- Variationer och fuga för piano och orkester op 11, 1932
- Pastoral svit för flöjt, stråkorkester och harpa op 13b, 1933/1941 (bearbetning av Pastoral svit för flöjt och piano)
- Konsert nr 2 för piano och orkester op 17, 1935
- Konsert för violin och orkester op 19, 1936/1976
- Symfonisk ballad för piano och orkester op 31, 1944
- Konsert för två pianon och orkester op 46, 1953
- Konsert för klarinett, stråkorkester, harpa och slagverk op 51, 1957–58
- Konsert för trumpet och orkester op 52, 1959
- Concertino för oboe, stråkorkester, harpa och slagverk op 54, 1960
- Konsert för flöjt och orkester op 67, 1969
- Konsert för valthorn och orkester op 70, 1971–72
- Concertino för piano och stråkorkester op 78, 1977
- Konsert för cello och orkester op 81, 1949/1984 (bearbetning av Sonat nr 2 för cello och piano)
- Konsert för trombon och orkester op 81/82, 1986 (bearbetning av cellokonserten)

### Orkester
- Symfoniska variationer (över Vårvindar friska) op 25, 1941
- Ballad op 74, 1975

### Musikdramatik
- Singoalla : opera i fyra akter op 22, 1940. Libretto av Ella Byström-Baeckström efter Viktor Rydberg